# Centpourcent
Centpourcent is een restaurant met een Michelinster in Sint-Katelijne-Waver nabij Mechelen. Het restaurant wordt uitgebaat door chef-kok Axel Colonna-Cesari en gastvrouw Anneleen Soethaert.

## Geschiedenis
Na ervaring te hebben opgedaan - onder meer bij Auberge du Pêcheur - openden Anneleen Soethaert en Axel Colonna-Cesari Centpourcent in januari 2011. Tien maanden na opening kregen zij een score van 15 op 20 in de gids van GaultMillau. Een week later kreeg het restaurant een Michelinster.
In 2012 werd restaurant Centpourcent genomineerd voor Beste Benelux Groenterestaurant 2013 en werden de scores in de gidsen van GaultMillau en Michelin bevestigd. 

### Waardering
Michelin kende het restaurant een eerste Michelinster toe in de gids voor 2012 en die ster bezit het nog steeds. In de gids van 2014, verschenen op 11 november 2013, kreeg het een quotering van 15 op 20.